# Contea di Grant (Arkansas)
La contea di Grant, in inglese Grant County, è una contea dello Stato dell'Arkansas, negli Stati Uniti. La popolazione al censimento del 2000 era di 16 464 abitanti. Il capoluogo di contea è Sheridan.
Il nome le è stato dato in onore di Ulysses Simpson Grant, presidente degli Stati Uniti.

## Geografia fisica
La contea si trova nella parte centrale dell'Arkansas. L'U.S. Census Bureau certifica che l'estensione della contea è di 1639 km², di cui 1636 km² composti da terra e i rimanenti 3 km² composti di acqua.

### Contee confinanti
- Contea di Saline (Arkansas) - nord
- Contea di Pulaski (Arkansas) - nord-est
- Contea di Jefferson (Arkansas) - est
- Contea di Cleveland (Arkansas) - sud-est
- Contea di Dallas (Arkansas) - sud
- Contea di Hot Spring (Arkansas) - ovest

### Principali strade ed autostrade
- U.S. Highway 167
- U.S. Highway 270
- Highway 35
- Highway 46
- Highway 54

## Storia
La Contea di Grant venne costituita il 4 febbraio 1869.

## Città e paesi
- Leola
- Poyen
- Prattsville
- Sheridan
- Tull